# Старостин, Борис Сергеевич
Бори́с Серге́евич Ста́ростин (1944—2003) — российский востоковед, философ, доктор философских наук, профессор МГИМО МИД России.

## Биография
Борис Сергеевич Старостин родился в 1944 году.

Он имеет более 50 научных публикаций по вопросам  современной  философской  и  социологической  мысли,  проблемам  культур  и  религий  Востока.

### Публикации
Борис Сергеевич — автор книг и монографий:
- 1981 — «Социальное обновление: схемы и реальность» (М.)
- 1984 — «Освободившиеся страны: общество и личность»[2] (289 с.),
- 1991 — «В чем тайна Рериха?» (64 с.)
- и др.